# Colleparco
Colleparco è uno dei più recenti quartieri della città di Teramo.
È una zona residenziale collinare (a quota 350 m s.l.m. circa).

## Caratteristiche
La prima urbanizzazione dell'amena collina a ridosso del centro cittadino risale alla seconda metà degli anni '80, a seguito delle concessioni rilasciate a numerose cooperative edilizie, le cui costruzioni costituiscono ancor oggi la maggior parte del patrimonio immobiliare del quartiere.

## L'Università degli Studi di Teramo

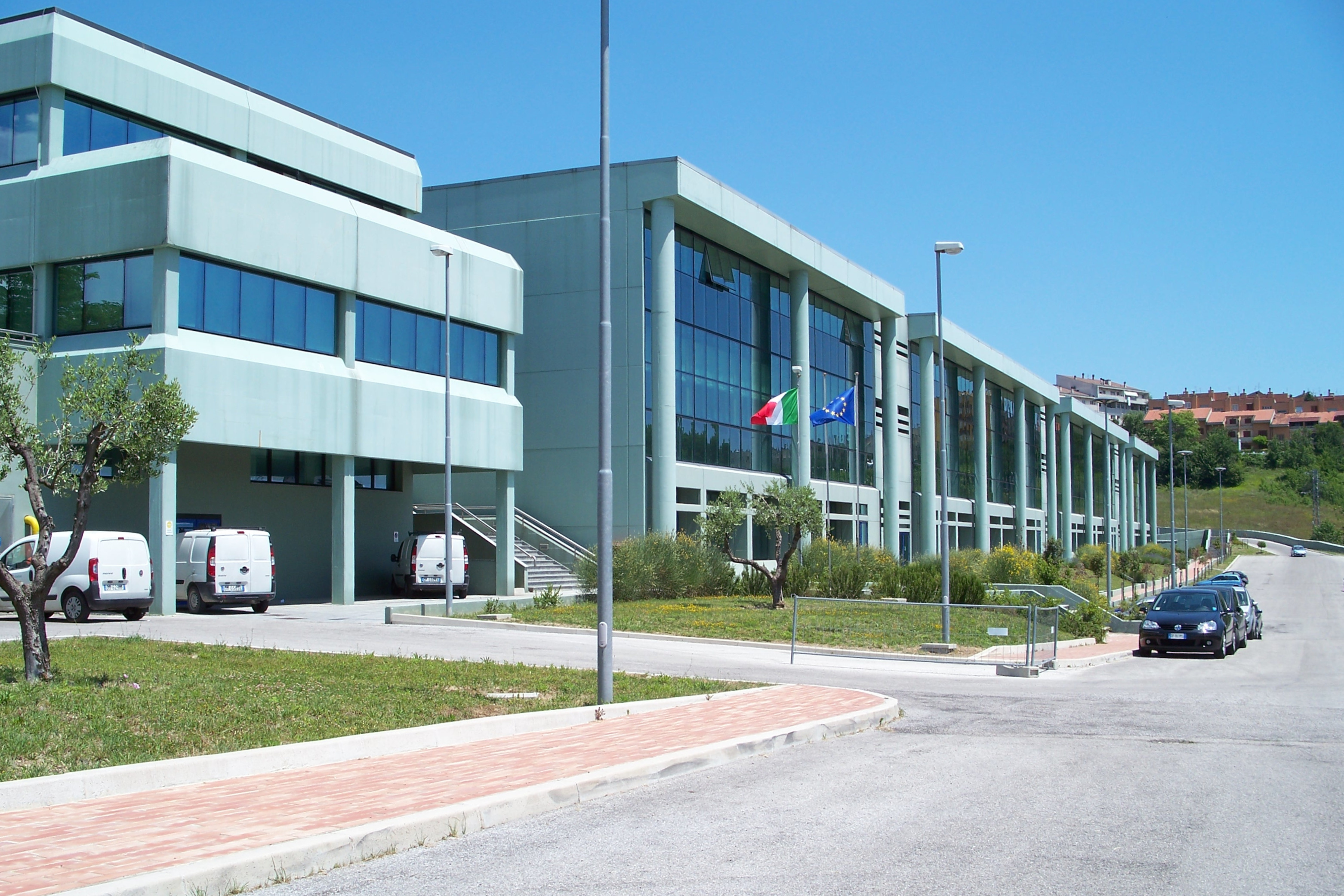
Sede della Facoltà di Scienze della comunicazione, Università degli Studi di Teramo

La costruzione del polo universitario risale alla fine degli anni '90. Attualmente il Campus di Coste Sant'Agostino a Colleparco comprende la sede del Rettorato e delle Facoltà di Giurisprudenza, Scienze politiche, Scienze della Comunicazione, Bioscienze e tecnologie agro-alimentari e ambientali e i corsi di laurea sulle Biotecnologie.
In tali sedi si tengono le più importanti conferenze e vengono accolti i più illustri ospiti dell'Università degli Studi di Teramo, in quanto costituenti le strutture di maggiore rappresentanza dell'Ateneo.
La presenza dell'Università, peraltro, caratterizza il mercato immobiliare ed i servizi offerti dagli enti locali al quartiere.

## La parrocchia di San Gabriele dell'Addolorata
Contestualmente alla costruzione delle sedi accademiche sorge a Colleparco, grazie alla tenacia del suo primo parroco, Don Giovanni Bruni, la Parrocchia di San Gabriele dell'Addolorata, centro religioso di rilievo con sala conferenze e laboratori oratoriali nonché maggior punto d'incontro della popolazione residente. La struttura è del XX secolo .
Nel quartiere è presente anche la "Sala del Regno" dei Testimoni di Geova.
Dal 20 maggio 2009 c'è online anche una pagina web dedicata al quartiere, ideata con lo scopo di far conoscere e tentare di risolvere le eventuali difficoltà di Colleparco, utile per informare residenti e non delle varie iniziative promosse dal comitato.